# Bijna overal
Bijna overal is een wiskundige term afkomstig uit de maattheorie, waarmee bedoeld wordt: overal behalve op een voor de theorie verwaarloosbaar deel, een verzameling van maat nul.
Binnen een verzameling waarop een maat {\displaystyle \mu } gedefinieerd is, is een eigenschap A dus 'bijna overal' geldig, indien geldt dat
{\displaystyle \mu \{x|{\mbox{eigenschap A geldt niet voor }}x\}=0.\,}
Een eigenschap van bijvoorbeeld een functie is 'bijna overal' geldig, als deze geldig is op het hele domein van de functie met uitzondering van een verzameling van maat 0. Vooral in de integraalrekening is vaak niet nodig dat een eigenschap overal geldig is, maar is het voldoende als de eigenschap 'bijna overal' geldig is, omdat de integraal van een functie over een gebied van maat 0 toch 0 is.
In de kansrekening kunnen we ook schrijven
{\displaystyle P\{x|{\mbox{eigenschap A geldt voor }}x\}=1.\,}
Dit wordt genoemd "A is bijna zeker" of "A geldt met kans 1".

## Voorbeelden
- De functie die reële getallen afbeeldt op hun absolute waarde

{\displaystyle f:\mathbb {R} \to \mathbb {R} :x\mapsto |x|}
is bijna overal differentieerbaar; alleen het punt 0 is een uitzondering
- De indicatorfunctie van de rationale getallen (deze functie is 1 in de rationale getallen, en 0 elders) is bijna overal gelijk aan 0 (want {\displaystyle \mathbb {Q} } heeft maat 0)
- Als twee functies {\displaystyle f} en {\displaystyle g} Lebesgue-integreerbaar zijn, en {\displaystyle f(x)=g(x)} bijna overal, dan geldt:

{\displaystyle \int _{a}^{b}f(x)\,{\rm {d}}x=\int _{a}^{b}g(x)\,{\rm {d}}x}.
- Een begrensde functie {\displaystyle f} is Riemann-integreerbaar dan en slechts dan als {\displaystyle f} bijna overal continu is.
- Het pad van de brownse beweging is in bijna alle tijdstippen continu en in bijna alle tijdstippen niet differentieerbaar.